# 罗斯玛丽·波帕
罗斯玛丽·波帕（英語：Rosemary Popa，1991年12月30日—），澳大利亚女子赛艇运动员。她曾代表澳大利亚参加2020年夏季奥林匹克运动会赛艇比赛，获得女子四人单桨无舵手金牌。

## 家庭
父亲扬·波帕，母亲苏珊·查普曼。